# Svedmyra
Svedmyra är en stadsdel i Söderort inom Stockholms kommun, Farsta distrikt. Svedmyra är beläget mellan Stureby och Tallkrogen, och täcker ca 92 hektar mark. Svedmyra är omgivet av skogar och grönområden. Namnet "Svedmyra" kommer av ett torp som tidigare låg på platsen, med namnet Svinmyran. Torpet är känt sedan 1300-talet, och det hörde till Östberga gård.

## Gränser
Svedmyra gränsar till Tallkrogen (i Svedmyraskogen och vidare i Torögatan och sedan i en linje väster om Herrhagsvägen), till Gubbängen (i Tallkrogsvägen och vidare i Majroskogen västerut mot Örbyleden), till Stureby (norrut från Örbyleden till Grycksbovägen och tunnelbanan och vidare längs tunnelbanans östra sida mot Svedmyraplan) och Gamla Enskede (i Svedmyraplan-Handelsvägen och i Svedmyraskogen till en punkt söder om Riskvägen)

## Historia

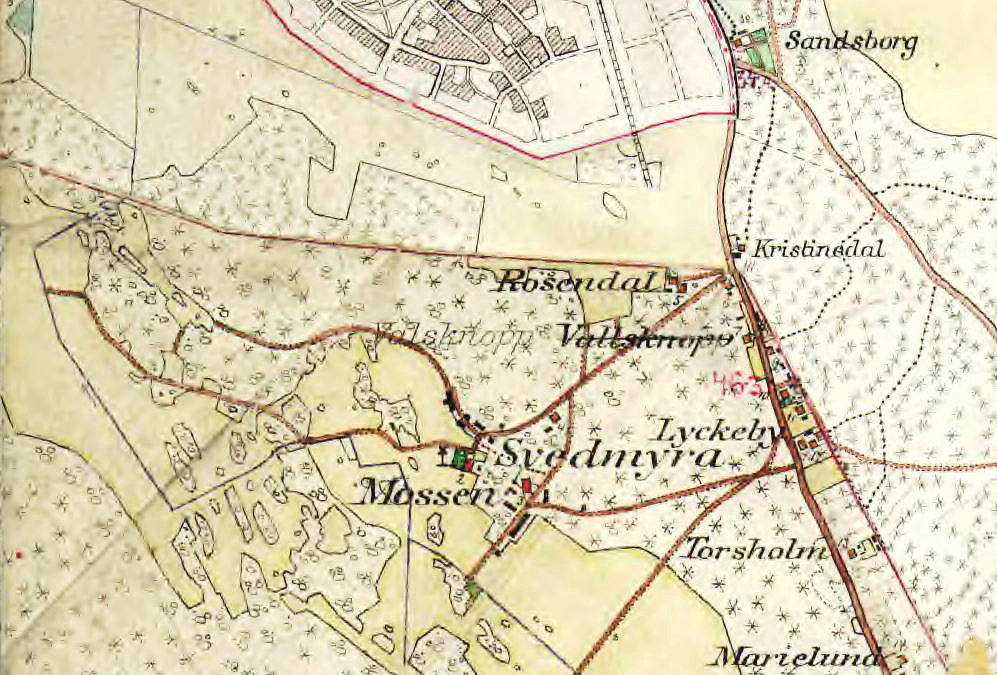
Svedmyra och Mossen omkring 1900.

Namnet Svedmyra härrör från torpet Svinmyra som lydde under Östberga gård. Stället är känt sedan 1300-talet och namnet ändrades av Stockholms stad till dagens Svedmyra när marken förvärvades 1905. Fram till 1930 var Svedmyra obebyggt sånär som på några äldre gårdar och torp, bland dem Mossens gård som fortfarande finns kvar och hör till stadsdelen Tallkrogen. På 1930-talet öppnades en spårvagnslinje, Örbybanan, mellan Slussen och Örby med hållplatsen Svedmyran (den låg formellt i Stureby) och runt den började då småstugor att byggas med självbyggeri.
År 1932 utökades planerna och man planerade in både parker och idrottsplats. Ett stort antal småhus uppfördes under 1930- och 1940-talet. Husen uppfördes efter typhusritningar, de flesta signerade Edvin Engström på kommunens fastighetsbyrå. Den som hade ont om pengar själv kunde låna upp till 90% av byggkostnaden.
På 1940-talet ökade efterfrågan på bostäder, och 1944 planerades det för trevånings lamellhus. 1947-1948 uppfördes hus bl.a. vid Frimärksvägen och Postiljonsvägen, de flesta i fyra våningar. Husen ritades på HSB:s arkitektkontor av Curt Strehlenert, byggherre AB Familjebostäder. Fasaderna täcks av kalk- eller terrasitputs och taken är av tegel. Ett av husen på Postiljonsvägen rymmer affärer. 
1944 års stadsplan kom några år senare att utökas, och under första halvan av 1950-talet uppfördes lamellhus, punkthus och smalhus i skogen öster om Enskedevägen. Många hus ritades av Bengt Karlsson och Nils Lindberg vid HSB:s arkitektkontor. Lindberg var byggnadsingenjör och närmaste medarbetare till HSB:s chefsarkitekt Sven Wallander.

### Historiska bilder

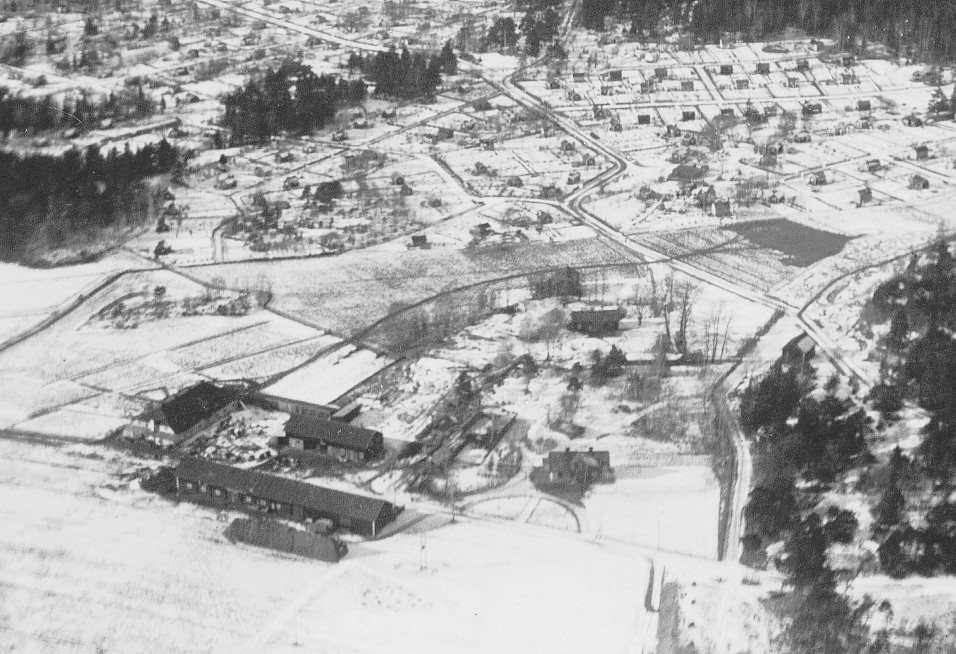
Mossens gård i förgrunden och torpet Svedmyra ungefär i bildmitt, vy österifrån. Flygfotografi av Oscar Bladh 1932.
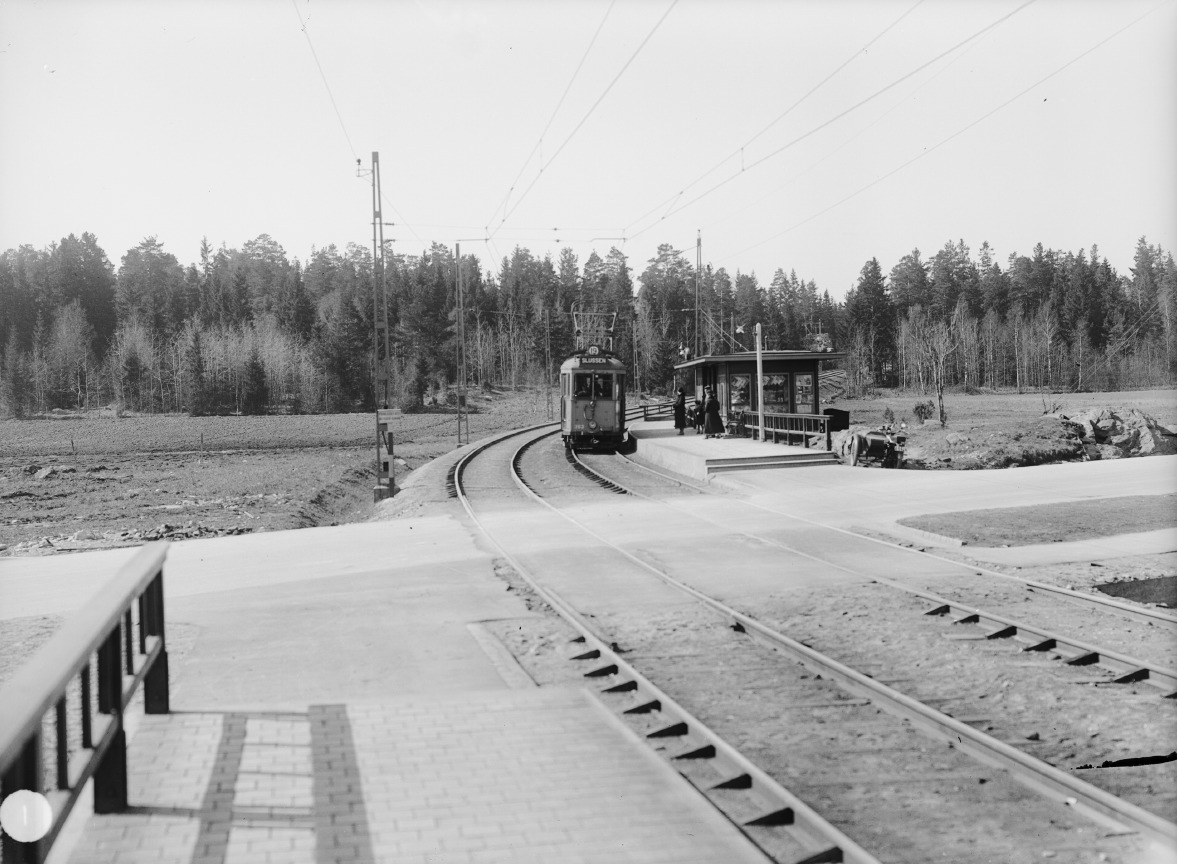
Örbybanan på väg mot Slussen stannar vid hållplats Svedmyran. I förgrunden Tussmötevägen, 1931.
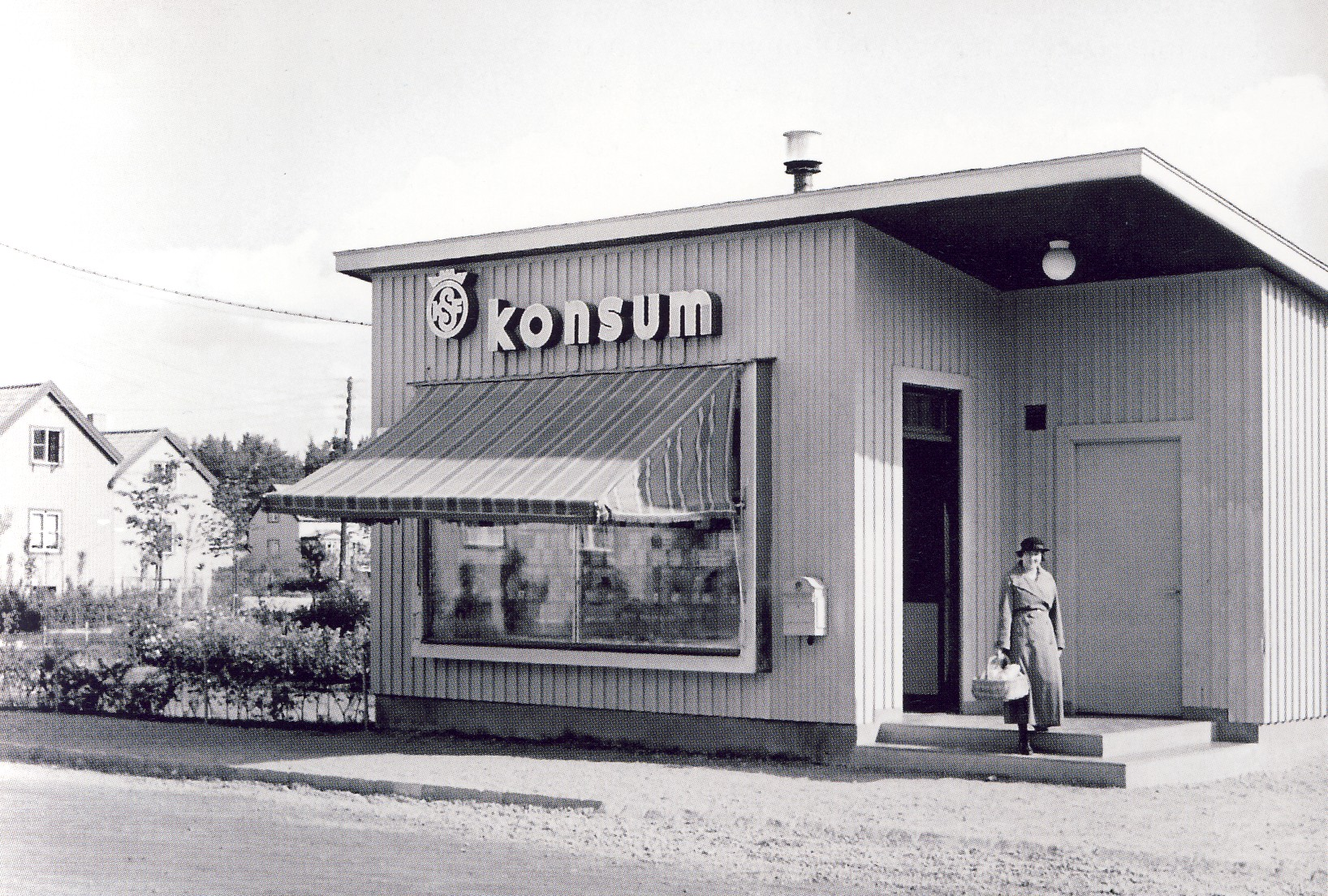
Konsumbutik i Svedmyra i funktionalistisk stil, ritat av KFAI 1934.
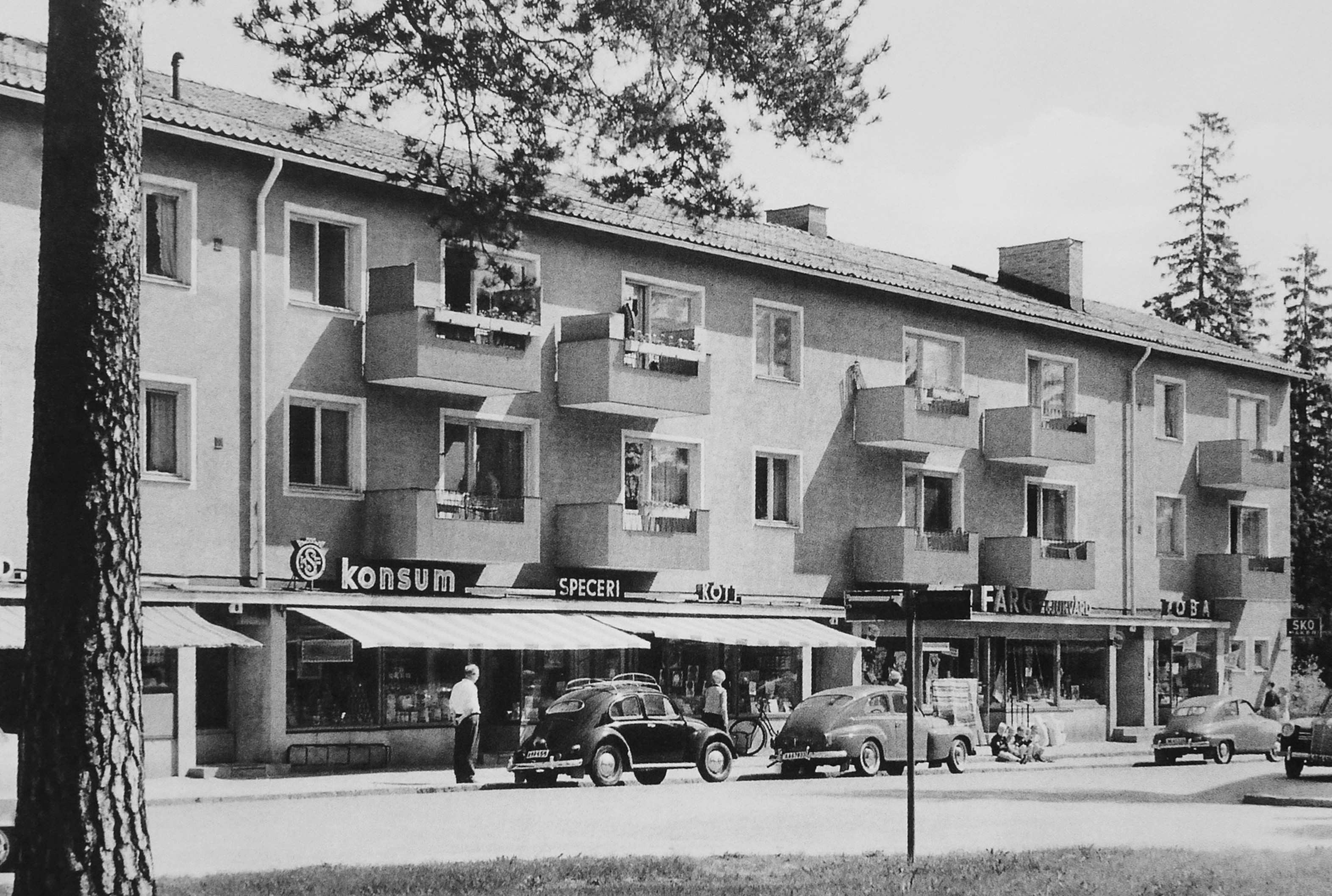
Svedmyras "affärsgata", Postiljonsvägen 1963.

## Natur
Det finns mycket grönområden i Svedmyra, speciellt i den västra delen med lägenheter. Den östra delen är till största del bebyggd med villor, men Svedmyraskogen finns på gränsen mot Gamla Enskede och Tallkrogen. Svedmyraskogen är inte lika stor som Majroskogen, men väl använd av lokalbefolkningen för att till exempel promenera, orientera samt diverse andra allehanda fritidsaktiviteter. 
Majroskogen i söder utgör hela 40 procent av stadsdelen Svedmyra. Majroskogen har rik biodiversitet, många dammar och vattendrag samt kärrområden. Det finns både barr och lövträd, det senare speciellt runt vägen i mitten av skogen. En till liten skog finns mellan tunnelbanan och Postiljonen, och den är visserligen genomkorsad av många gångvägar, men många boende på servicehuset nyttjar skogen. 

## Kommunikationer

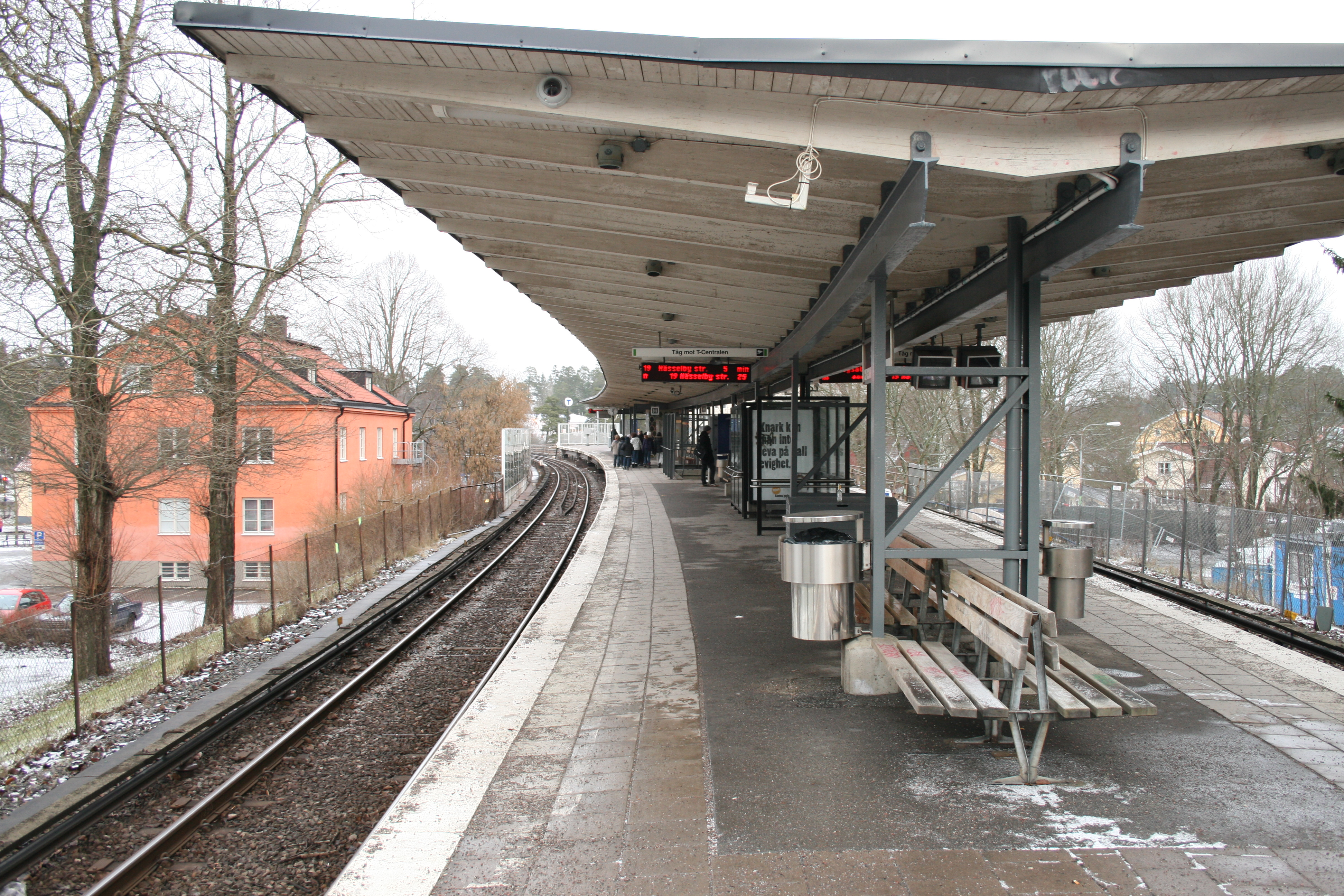
Svedmyra tunnelbanestation, med konst av Torgny Larsson och Barbro Johansson, Januari 2009.

Redan år 1930 upprättades spårförbindelse mellan Svedmyra och Stockholms innerstad. Då trafikerade spårvagnslinje 19(Örbybanan) sträckan Slussen-Örby. Den stannade vid hållplats Svedmyran, som var belägen på dagens Svedmyra tunnelbanestation. Det fanns då även en vändslinga för spårvagnar vid hållplatsen, som gick vid nuvarande Öknebovägen.
Men efter 21 år med Örbybanan ersattes spårvagnen av  tunnelbanelinje 19, som idag trafikerar Hässelby strand-Hagsätra. Tunnelbanestationen Svedmyra ligger namnet till trots inte i Svedmyra, utan exakt väster om gränsen, i stadsdelen Stureby.
Busslinjerna 161 och 163 ansluter till Svedmyra tunnelbanestation. Nattbuss 195 trafikerar Svedmyra på natten. Närtrafiken med SL-buss 903 trafikerar också större delen av Svedmyra.
De (den) viktigaste bilvägarna i Svedmyra är Grycksbovägen-Enskedevägen som förbinder Örbyleden och Nynäsvägen. Den är en genomfartsväg som löper genom hela Svedmyra, från söder till norr. Andra större vägar av betydelse är Herrhagsvägen som löper genom Tallkrogen till Gubbängen och Lingvägen samt Tussmötevägen som löper genom Stureby och Östberga fram till Årstafältet och Huddingevägen. Handelsvägen utgör gräns mot Gamla Enskede, och från Svedmyraplan går den sedan vidare mot Sockenvägen och Stockholmsvägen.

## Trestadshusen
På Selebovägen finns tre lamellhus kallade Trestadshusen, som var en del av ett experiment som statliga byggkostnadskommittén och byggbranschen lät genomdriva för att förstå varför byggkostnaderna varierade mellan städerna. Representanter för Malmö, Göteborg och Stockholm utformade varsitt hus och lät uppföra ett hus av vardera typ efter samma ritningar i var och en av städerna. 
Göteborgshuset längst ner på Selebovägen ritades av Nils Einar Eriksson och Erik Ragndal. Huset bredvid är Stockholmshuset och ritades av Edvin Engström. Dessa två hus har många likheter, men skiljer sig åt i detaljer som portar och fasadmönster. Malmöhuset ritades av Gunnar Lindman och Gabriel Winge. Det är djupare, har annorlunda balkonger och gavelmuren avslutas utan taksprång.
Efter en noggrann analys konstaterades att lokala skillnader försvårade jämförelsen. I pressen beskrevs Trestadshusen mest som en tävling om vilken av de tre städerna kund bygga snabbast. 

### Nutida bilder

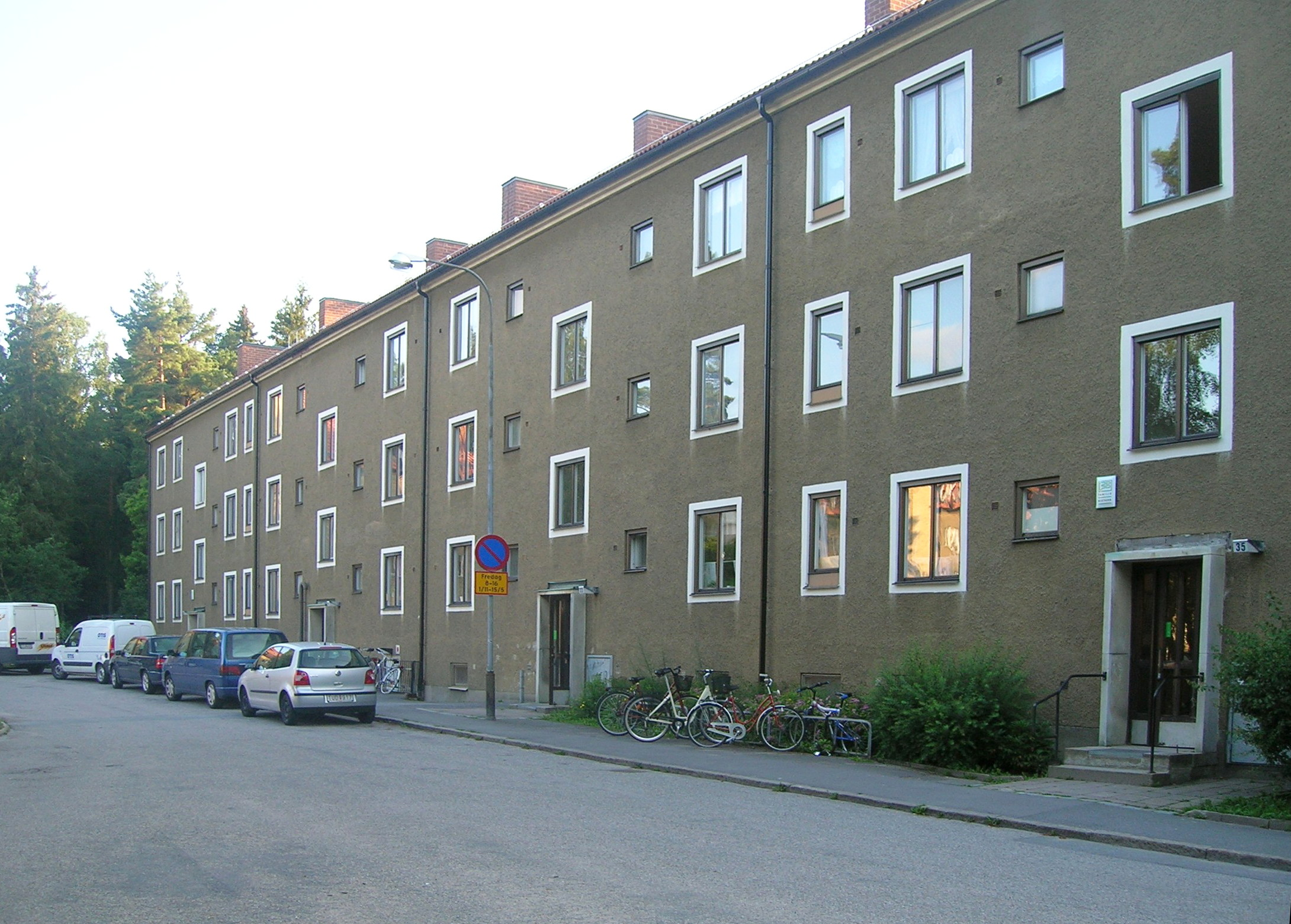
"Stockholmshuset", arkitekt Edvin Engström, Selebovägen 29-35.
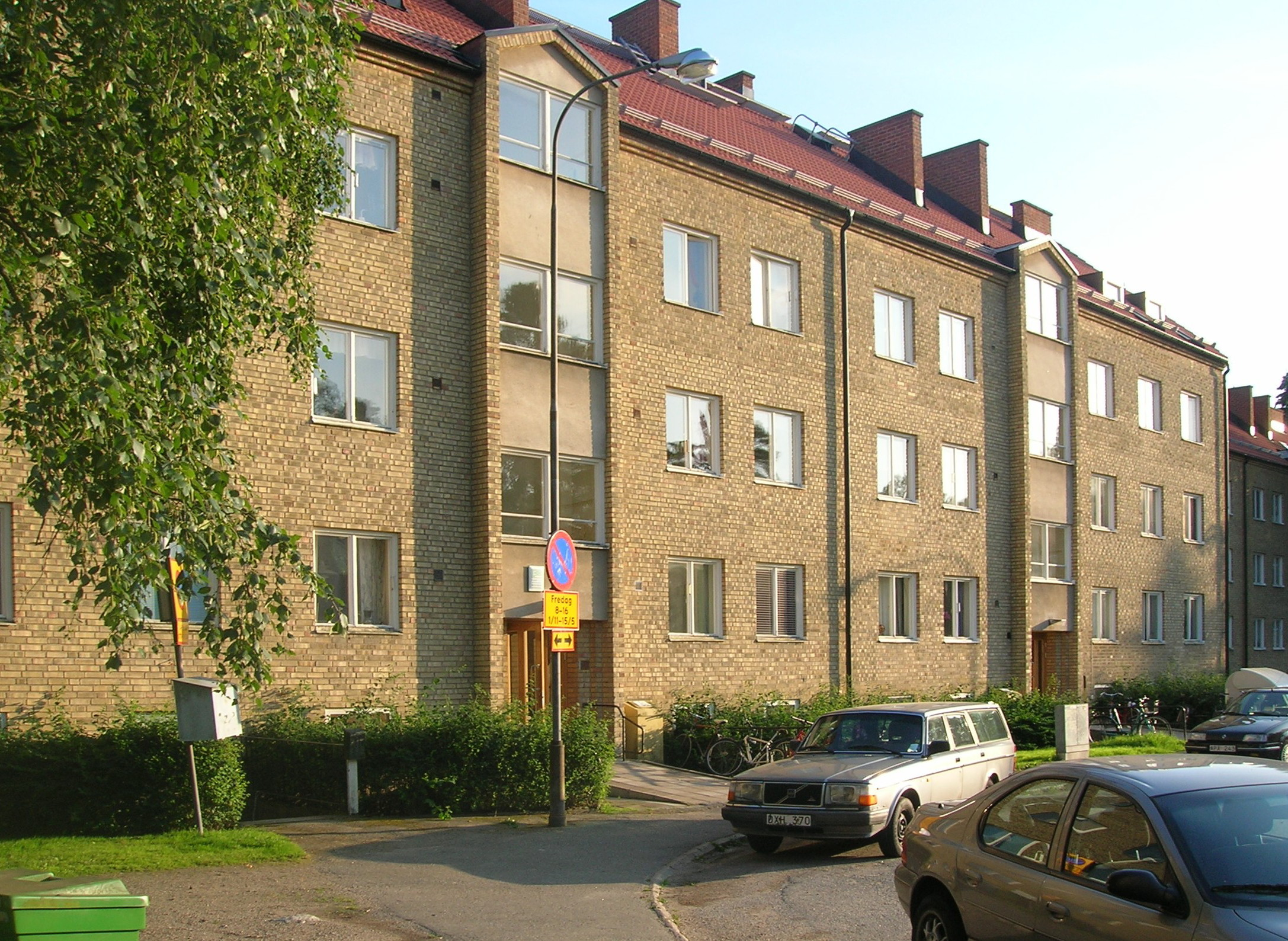
"Malmöhuset", arkitekt Gunnar Lindman, Selebovägen 21-27.
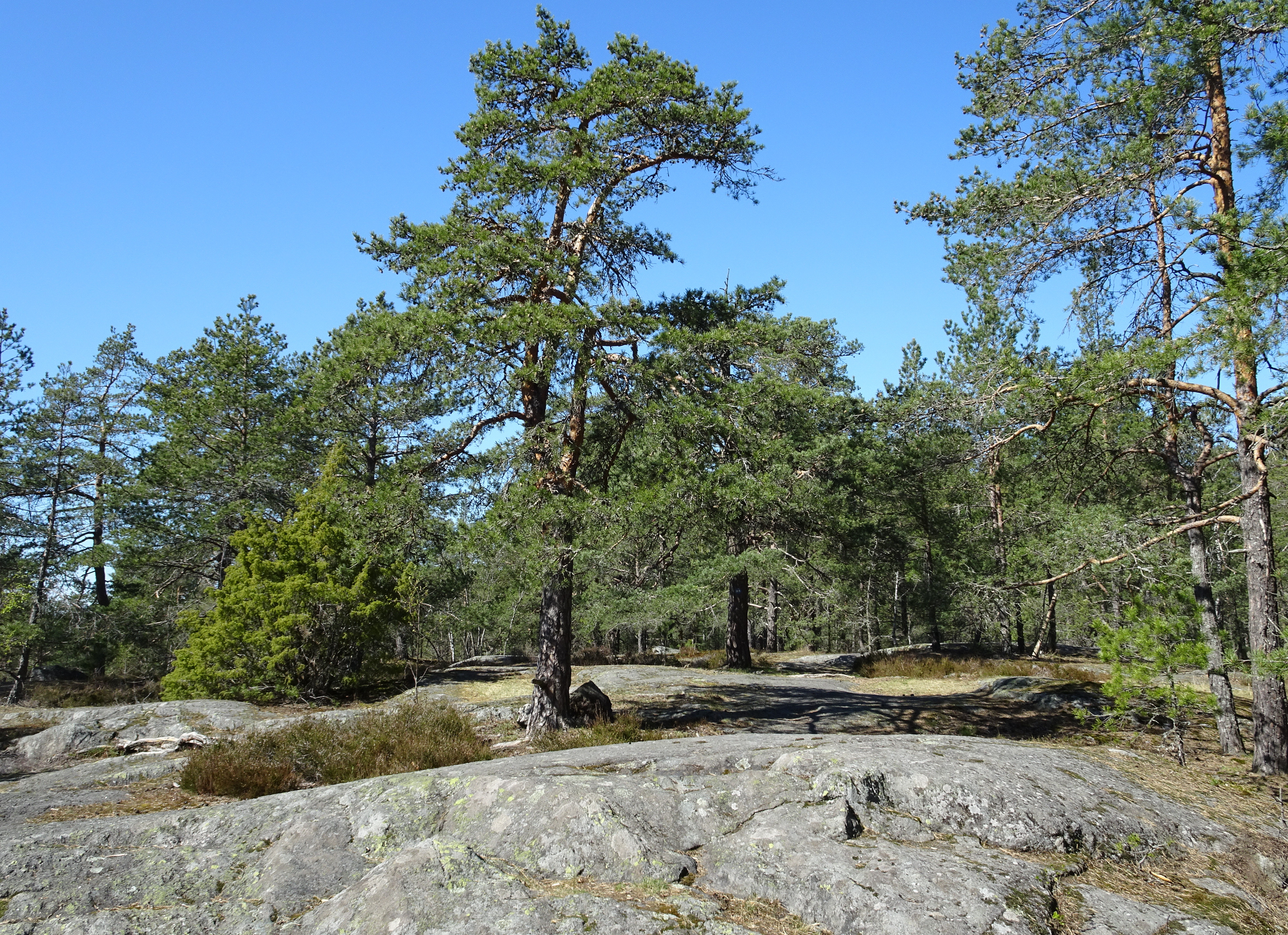
Svedmyraskogen.
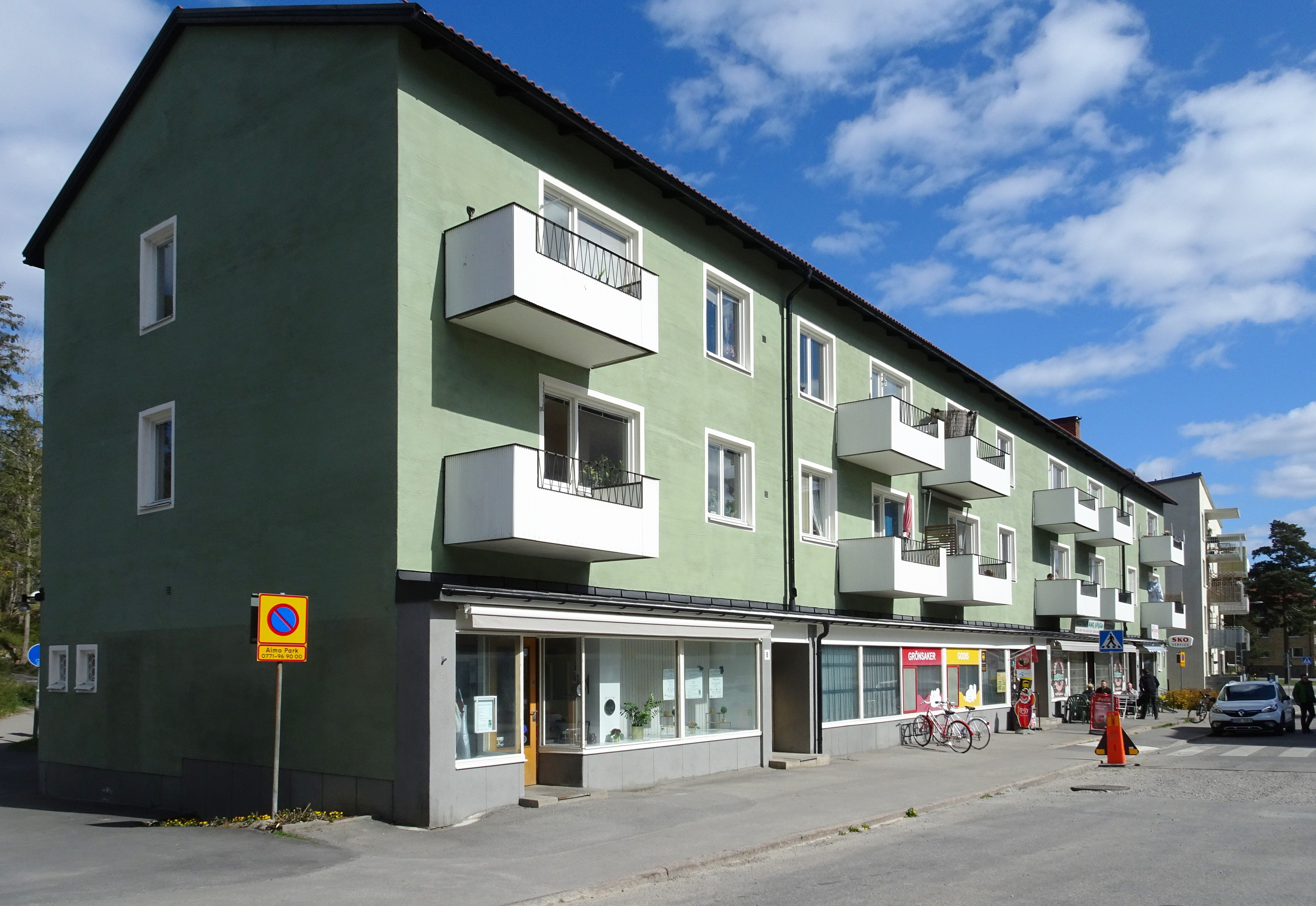
Postiljonsvägen 4-8, "affärsgatan".

## Gatunamn
Gatunamnen i Svedmyra kan delas in i tre grupper. Den första gruppen är gatorna med småhus och villor som byggdes 1930-1950, mellan Handelsvägen, Enskedevägen-Herrhagsvägen och Torögatan. Detta område har gatunamn från olika orter och platser på Södertörn samt den utanförliggande skärgården. Svedmyrastigen invid Svedmyraskogen är dock inte uppkallad efter det ursprunget, utan är uppkallad efter Svedmyra.
Den andra gruppen är de gator vid lägenhetshusen som byggdes i skogen väster om Enskedevägen under 1940-talet, med namn från postväsendet.
Den tredje gruppen är de gatorna vid lägenhetshusen som byggdes i skogen öster om Enskedevägen under 1950-talet. De husen är uppkallade orter och härader i Södermanland, men även småhusen och villorna invid tunnelbanan bär sådana gatunamn.
| Gator namngivna efter postväsendet                                  |                                               |
| Gata                                                                | Uppkallad efter                               |
| Brevvägen                                                           | Brev                                          |
| Frimärksvägen                                                       | Frimärken                                     |
| Postiljonsvägen                                                     | Postiljon, som betyder brevbärare på Franska. |
| Gator namngivna efter platser i Södermanlands inland                |                                               |
| Jönåkersvägen                                                       | Jönåkers härad                                |
| Oppundavägen                                                        | Oppunda härad                                 |
| Selebovägen                                                         | Selebo härad                                  |
| Sotholmsvägen                                                       | Sotholms härad                                |
| Öknebovägen                                                         | Öknebo härad                                  |
| Värmbolsvägen                                                       | Orten Värmbol, Katrineholm                    |
| Gator namngivna efter platser på Södertörn samt Södertörns skärgård |                                               |
| Fållnäsgatan                                                        | Fållnäs säteri                                |
| Sorundagatan                                                        | Orten Sorunda                                 |
| Haningegatan                                                        | Haninge kommun                                |
| Ösmogatan                                                           | Orten Ösmo                                    |
| Grödingegatan                                                       | Grödinge socken                               |
| Nämdögatan                                                          | Ön Nämdö                                      |
| Ornögatan                                                           | Ön Ornö                                       |
| Muskögatan                                                          | Ön Muskö                                      |
| Torögatan                                                           | Ön Torö                                       |
| Gator uppkallade efter övrigt                                       |                                               |
| Svedmyrastigen                                                      | Svedmyra                                      |

## Demografi
Den 31 december 2022 hade stadsdelen 3 594 invånare, varav cirka 23,4 procent med utländsk bakgrund.